# Les Dangers de fumer au lit
 (janvier 2025).
Les Dangers de fumer au lit (titre original espagnol : Los peligros de fumar en la cama) est un recueil de nouvelles de Mariana Enríquez, publié en 2009 en Argentine chez l'éditeur Anagrama.
Traduit en anglais par Megan McDowell sous le titre The Dangers of Smoking in Bed, le recueil est nommé et présélectionné pour le Prix international Booker en 2021.

## Résumé
Le recueil est composé de douze nouvelles d'horreur : L’Exhumation d’Angelita, La Vierge des Tufières, Le Caddie, Le Puits, Rambla triste, Le Mirador, Où es-tu mon cœur ?, Viande, Ni anniversaires ni baptêmes, Les Petits Revenants, Les dangers de fumer au lit, Quand on parlait avec les morts,,.

## Réception
L'ouvrage est arrivé dans la liste restreinte des finalistes du Prix international Booker 2021, du Prix Kirkus (en) 2021 et du Prix littéraire Ray Bradbury (en) 2022,.

## Adaptations
- Le film La virgen de la tosquera (2025), réalisé par Laura Casabé, est basé sur les histoires « El carrito » et « La virgen de la tosquera »[10].